# Мухаммад IX аль-Галиб
Мухаммад IX аль-Галиб (1396—1454) — правитель Гранадского эмирата из династии Насридов (1419—1427, 1429—1431, 1432—1445, 1447—1454).

## Биография
Сын принца Насра и внук гранадского эмира Мухаммада V аль-Гани (1338—1391), правившего в 1354—1359, 1362—1391 годах.
В 1419 году род Абенсераги (Бану Серрай) отстранил от власти 10-летнего гранадского эмира Мухаммада VIII и посадил на его место Мухаммада IX. Лидеры Абенсераги поставили свои гарнизоны в Гуадисе и Ильоре под видом отражения кастильских нападений, а на самом деле для противостояния Ридвану Баннигасу, стороннику Мухаммада VIII.
В 1427 году Мухаммад VIII вернул себе эмирский престол. В первое время он не уверен в своих силах и стремился заручиться поддержкой рода Абенсераги, которые его отстранили восемь лет назад.
В 1429 году Абенсераги вторично посадили на престол Мухаммада IX аль-Галиба, а Мухаммада VIII заключают в тюрьму в Салобренье. В марте 1431 года Мухаммад VIII, заключенный в городском замке, был убит по приказу Мухаммада IX, опасавшегося того, что бывшего эмира могут использовать Баннигасы.
В мае 1431 года Ридван Баннигас тайно прибыл в Кордову, где предложил королю Кастилии Хуану II возвести на престол Юсуфа ибн аль-Мавла, внука Мухаммада VI. Король Кастилии одобрил эту идею и летом возглавил большой военный поход на Гранадский эмират.
1 июля 1431 года в битве у Игеруэлы кастильская армия разгромила гранадское войско. Осенью Ридван Баннигас с кастильскими союзниками заняли города Монтефрио, Камбил, Ильора, Касаробонелла, Турин, Ардасес и Эль-Касельяр. В декабре 1431 года Юсуф ибн аль-Мавл занял города Изнахар и Архидону. Эмир Мухаммад IX ночью бежал из Гранады и с небольшим отрядом прибыл в Альмерию. Ридван Баннигас со своими сторонниками вступил в Гранаду и, перебив сторонников Мухаммада, занял дворец Альгамбру. 1 января 1432 года на престол в Гранаде был возведен Юсуф IV ибн аль-Мавл.
В январе 1432 года бывший эмир Мухаммад IX отступил из Альмерии в Малагу, население которой его поддерживало. Города Гибралтар, Ронда и Сетенил объявляют себя независимыми.
В феврале 1432 года сторонники Мухаммада IX заняли Гранаду. Эмир Юсуф и его сторонники укрепились в Альгамбре и попросили помощи у Кастилии. Но в марте кастильские войска, шедшие на помощь Юсуфу, были разбиты Мухаммадом Хромым, визирем Мухаммада IX, в Веге. В апреле того же года Юсуф IV вынужден был сдаться Мухаммаду IX, который приказал его казнить.
Гранадский эмир Мухаммад IX возобновил военные действия на границе с Кастилией, потеряв несколько замков. В 1439 году он заключил мир с Кастилией.
В январе 1445 года эмирский престол в Гранаде захватил Мухаммад X аль-Ахнаф, племянник Мухаммада IX. В июне того же года он был свергнут с трона Юсуфом V. В январе 1446 года Мухаммад X аль-Ахнар вторично занял престол в Гранаде.
В 1447 году Мухаммад IX в четвёртый раз вернул себе эмирский престол. В марте 1451 года он предпринял поход на Мурсию, где мавры разграбили Мурсию и Ориуэлу, но на обратном пути, в Лорке, были настигнуты отрядом Педро Фахардо и разгромлены в битве при Альпорхонесе.
В 1454 году после смерти Мухаммада IX в Гранадском эмирате с новой силой вспыхнула борьба за власть между двумя претендентами: его зятем Мухаммадом XI и Абу Насром Саидом.